# Heemkamer
Een heemkamer is een ruimte die door een heemkundige kring wordt gebruikt en onderhouden en waarin zich in het algemeen een aantal voorwerpen bevinden die verband houden met de streekgeschiedenis van een bepaalde plaats. Dit kunnen archeologische voorwerpen zijn, maar ook landbouwgereedschappen, religieuze voorwerpen, en dergelijke. Meestal heeft men er ook de beschikking een kleine, maar gespecialiseerde, bibliotheek.
Sommige heemkamers hebben het karakter van een klein museum en er worden ook wel thematische tentoonstellingen georganiseerd, die uiteraard op het streekeigen betrekking hebben. Een heemkamer kan op gezette tijden open zijn voor het publiek, en de aanwezige boeken of tijdschriften kan men inzien voor studiedoeleinden. Ook kan het zijn dat er cursussen worden gegeven die een heemkundig onderwerp betreffen, zoals genealogie of archeologie.

## Voorbeelden Heemkamers Noord-Brabant
- Oude raadhuis (Mierlo)